# Floroizovalerofenon sintaza
Floroizovalerofenon sintaza (EC 2.3.1.156, valerofenonska sintaza, 3-metil-1-(trihidroksifenil)butan-1-on sintaza) je enzim sa sistematskim imenom izovaleril-KoA:malonil-KoA aciltransferaza. Ovaj enzim katalizuje sledeću hemijsku reakciju:
izovaleril-KoA + 3 malonil-KoA {\displaystyle \rightleftharpoons } 4 KoA + 3 2 + 3-metil-1-(2,4,6-trihidroksifenil)butan-1-on
Ovaj enzim je blisko srodan sa EC 2.3.1.74, naringenin-halkon sintazom. Produkt, 3-metil-1-(2,4,6-trihidroksifenil)butan-1-on, je floroizovalerofenon.

## Literatura
- Nicholas C. Price; Lewis Stevens (1999). Fundamentals of Enzymology: The Cell and Molecular Biology of Catalytic Proteins (Third изд.). USA: Oxford University Press. ISBN 019850229X.
- Eric J. Toone (2006). Advances in Enzymology and Related Areas of Molecular Biology, Protein Evolution (Volume 75 изд.). Wiley-Interscience. ISBN 0471205036.
- Branden C; Tooze J. Introduction to Protein Structure. New York, NY: Garland Publishing. ISBN 0-8153-2305-0.
- Irwin H. Segel. Enzyme Kinetics: Behavior and Analysis of Rapid Equilibrium and Steady-State Enzyme Systems (Book 44 изд.). Wiley Classics Library. ISBN 0471303097.

## Spoljašnje veze
- Phloroisovalerophenone+synthase на 